# Efter badet
Efter badet (en suec «Després del bany») és una escultura pública tallada en pedra calcària i situada al districte de Västertorp a Estocolm. Va ser dissenyada per l'escultora Pye Engström que va estar cinc anys, entre 1971 i 1976, treballant-hi. Des de 1976 es troba fora de Västertorpshallen, un bany públic a Estocolm de propietat municipal. Està construïda com un banc en què els visitants poden seure a la falda de set figures polítiques significatives representades per Engström. D'esquerra a dreta hi són Elise Ottesen-Jensen, Paulo Freire, Sara Lidman, Mao Zedong, Angela Davis, Georg Borgström i Pablo Neruda.
L'escultura ha estat motiu de polèmica al llarg dels anys. El 2006, Martina Lind, una política del Partit Popular Liberal, va proposar al consistori del municipi d'Estocolm que l'estàtua fos retirada de l'espai públic, afirmant que la ciutat «no hauria de celebrar un dels pitjors assassins en massa de història del món». També va demanar que es creïn a Estocolm monuments dedicats a les víctimes de la Unió Soviètica i la República Popular de la Xina.
L'any 2010, Madeleine Sjöstedt, també del Partit Popular Liberal, va tornar a cridar l'atenció sobre Efter badet i, si bé no va demanar-ne la retirada, va exigir que les autoritats responsables erigissin un cartell al costat de l'escultura aportant informació sobre els «crims contra la humanitat comesos per Mao i el comunisme». El polític del Partit Socialdemòcrata de Suècia, Roger Mogert, va comentar que l'estàtua «no comportava cap problema». L'escultora Pye Engström va explicar l'elecció dels personatges retratats subratllant que «era la dècada del 1970», i després va afirmar que no tenia cap problema que les autoritats de la ciutat col·loquessin un rètol, sempre que proporcionés informació sobre tots els representats a l'escultura.